# Municipio El Puente (Santa Cruz)
Das Municipio El Puente ist ein Verwaltungsbezirk im Departamento Santa Cruz im Tiefland des südamerikanischen Anden-Staates Bolivien.

## Lage im Nahraum
Das Municipio El Puente ist eines von drei Municipios in der Provinz Guarayos. Es grenzt im Norden an das Departamento Beni, im Nordwesten an die Provinz Ichilo, im Südwesten an die Provinz Obispo Santistevan, im Süden und Osten an die Provinz Ñuflo de Chávez und im Nordosten an das Municipio Ascención de Guarayos.
Das Municipio erstreckt sich zwischen etwa 15° 52' und 16° 31' südlicher Breite und 62° 38' und 64° 47' westlicher Länge, seine Ausdehnung von Westen nach Osten beträgt bis zu 200 Kilometer und von Norden nach Süden bis zu 70 Kilometer.
Das Municipio umfasst 109 Gemeinden (localidades), der zentrale Ort des Municipios ist die Landstadt El Puente mit 2379 Einwohnern (2012) im östlichen Teil des Municipios.

## Geographie
Das Municipio El Puente liegt in der Moxos-Ebene (spanisch: Llanos de Moxos), einer mehr als 100.000 km² großen Überschwemmungssavanne im nördlichen Tiefland von Bolivien. Das Klima der Region ist ein semi-humides Klima der warmen Tropen.
Die mittlere Durchschnittstemperatur der Region liegt bei etwa 25 °C (siehe Klimadiagramm Urubichá) und schwankt nur unwesentlich zwischen 22 °C im Juni und Juli und 27 °C von Oktober bis Februar. Der Jahresniederschlag beträgt etwa 1.150 mm, bei einer schwach ausgeprägten Trockenzeit von Juni bis September mit Monatsniederschlägen unter 45 mm und einer deutlichen Feuchtezeit von November bis März mit Monatsniederschlägen zwischen 140 und 200 mm.

## Bevölkerung
Die Einwohnerzahl des Municipios ist zwischen 1992 und 2024 auf mehr als das Doppelte angestiegen:
| Jahr | Einwohner | Quelle       |
| ---- | --------- | ------------ |
| 1992 | 5.034     | Volkszählung |
| 2001 | 8.633     | Volkszählung |
| 2012 | 14.205    | Volkszählung |
| 2024 | 17.214    | Volkszählung |

Die Bevölkerungsdichte des Municipios bei der letzten Volkszählung von 2024 betrug 1,6 Einwohner/km², der Alphabetisierungsgrad bei den über 6-Jährigen war von 75,4 Prozent (1992) auf 83,7 Prozent angestiegen. Die Lebenserwartung der Neugeborenen betrug 60,4 Jahre, die Säuglingssterblichkeit war von 8,8 Prozent (1992) auf 7,8 Prozent im Jahr 2001 zurückgegangen.
94,8 Prozent der Bevölkerung sprechen Spanisch, 22,4 Prozent sprechen Quechua, je 1,3 Prozent Aymara und Guaraní, und 5,5 Prozent sprechen andere indigene Sprachen. (2001)
85,9 Prozent der Bevölkerung haben keinen Zugang zu Elektrizität, 37,4 Prozent leben ohne sanitäre Einrichtung. (2001)
56,9 Prozent der 1822 Haushalte besitzen ein Radio, 6,2 Prozent einen Fernseher, 59,5 Prozent ein Fahrrad, 2,0 Prozent ein Motorrad, 5,2 Prozent ein Auto, 5,4 Prozent einen Kühlschrank, und 0,3 Prozent ein Telefon. (2001)

## Politik
Ergebnis der Regionalwahlen (concejales del municipio) vom 4. April 2010:
| Wahl- berechtigte |  | Wahl- beteiligung | gültige Stimmen |  | MAS-IPSP | GH     | ASIP   | GCCC  | FA    |
| ----------------- |  | ----------------- | --------------- |  | -------- | ------ | ------ | ----- | ----- |
| 4.692             |  | 4.055             | 3.384           |  | 1.796    | 859    | 410    | 292   | 27    |
|                   |  | 86,4 %            | 83,5 %          |  | 53,1 %   | 25,4 % | 12,1 % | 8,6 % | 0,8 % |

Ergebnis der Regionalwahlen (elecciones de autoridades políticas) vom 7. März 2021:
| Wahl- berechtigte |  | Wahl- beteiligung | gültige Stimmen |  | MAS-IPSP | CREEMOS | SOL    | UNIDOS | ASIP   | MNR    |
| ----------------- |  | ----------------- | --------------- |  | -------- | ------- | ------ | ------ | ------ | ------ |
| 6.923             |  | 5.946             | 5.422           |  | 3.536    | 1.524   | 149    | 100    | 91     | 22     |
|                   |  | 85,89 %           | 91,19 %         |  | 65,22 %  | 28,11 % | 2,75 % | 1,84 % | 1,68 % | 0,41 % |

## Gliederung
Das Municipio unterteilte sich bei der letzten Volkszählung von 2012 in die folgenden beiden Kantone (cantones):
- Cantón El Puente – 88 Ortschaften – 10.647 Einwohner
- Cantón Yotaú – 21 Ortschaften – 3.558 Einwohner

## Ortschaften im Municipio El Puente
- Kanton El Puente
  - El Puente 2.379 Einw. – El Carmen Nucleo 53 621 Einw. – 10 de Noviembre-El Puente 368 Einw.
- Kanton Yotaú
  - Yotaú 2.007 Einw. – Nueva Ascención 351 Einw.